# NGC 4674
NGC 4674 ist eine 13,2 mag helle Balken-Spiralgalaxie vom Hubble-Typ SBa im Sternbild Jungfrau nördlich der Ekliptik. Sie ist schätzungsweise 62 Millionen Lichtjahre von der Milchstraße entfernt und hat einen Durchmesser von etwa 30.000 Lichtjahren.
Im selben Himmelsareal befinden sich u. a. die Galaxien NGC 4699, NGC 4703, IC 814.
Die Supernova SN 1907A wurde hier beobachtet.
Das Objekt wurde am 5. Mai 1836 von John Herschel mit einem 18-Zoll-Spiegelteleskop entdeckt, der sie mit „vF, R, glbM, 30 arcseconds“ beschrieb.